# برکه طولی (جاده درگهان -گیاهدان)
برکه طولی (جاده درگهان -گیاهدان) مربوط به اواخر دوره قاجار - دوره پهلوی اول است و در شهرستان قشم، جاده درگهان به گیاهدان، روبروی پمپ بنزین واقع شده و این اثر در تاریخ ۳۰ تیر ۱۳۸۴ با شمارهٔ ثبت ۱۲۲۸۷ به‌عنوان یکی از آثار ملی ایران به ثبت رسیده است.